# Prison centrale d'Antanimora
La prison d'Antanimora ou maison Centrale d'Antanimora-Antanarivo est un établissement pénitentiaire situé dans le quartier Antanimora à Antananarivo à Madagascar,.

## Description
L'établissement est conçu recevoir un maximum de 800 détenus. 
En 2019, elle abritait 4357 détenus dont 495 femmes. 
Parmi ces détenus 2642 étaient en attente de leur procès. 
La prison a fait l'objet de plusieurs documentaires.
Son manque d'hygiène a été critiqué par les organisations internationales.
La prison est séparée en blocs et fournit un repas par jour composé uniquement de manioc bouilli.
Un rapport américain sur les droits de l'homme a révélé que la malnutrition chronique est la principale cause de décès chez les prisonniers à Madagascar et qu'elle affecte jusqu'à 2/3 des détenus.
Une étude de 2019 a révélé que 38 % des détenues de la prison d'Antanimora sont sous-alimentées en raison du manque d'aliments sains, d'un faible apport calorique et du manque d'aide financière.
Depuis 2021, des actions correctives ont été lancées pour améliorer le sort des prisonniers d'Antanimora,.